# Gavàs
|  | Aquest article tracta sobre el poble del Pallars. Vegeu-ne altres significats a «Gavàs (Bissaürri)». |

Gavàs és un poble del terme municipal de La Guingueta d'Àneu, a la comarca del Pallars Sobirà, dins del territori de l'antic terme d'Unarre.
Està situat enlairat a l'esquerra del Barranc de la Cama i a la dreta del Riuet de Gavàs, afluents per l'esquerra del Riu d'Unarre. Després de Cerbi, és el segon poble més alt i septentrional del terme. És al sud-est de Cerbi i al nord-est d'Aurós i d'Unarre.
Fins al 1847 gaudí d'ajuntament propi, però en no assolir el mínim de 30 veïns (caps de casa) que marcava la llei fou agregat a Unarre.
El poble de Gavàs té l'església parroquial de Sant Esteve.

## Etimologia
Segons Joan Coromines, Gavàs és un dels molts topònims pirinencs d'origen basc. Està format a partir de l'arrel gabe (pobre, privat de), amb el sufix adjectivador –az.

## Geografia

### El poble de Gavàs

#### Les cases del poble[2]
| - Casa Badia - Casa Barbó - Casa Berrós - Casa Bruna - Casa Cabirol | - Casa Canyet - Casa Celdoni - Casa Coller - Casa Coter - L'Estudi | - Casa Felip - Casa Joli - Casa Manaut - Casa Menut | - Casa Monet - Casa Rafel - La Rectoria - Casa Saballó | - Casa Savoia - Casa Toia - Casa Toni - Casa Truat |

## Història

### Edat moderna
En el fogatge del 1553, Gavas declara 6 focs laics i 2 d'eclesiàstics (uns 40 habitants).

### Edat contemporània
Pascual Madoz dedica un article del seu Diccionario geográfico... a Gavas. S'hi pot llegir que és una localitat amb ajuntament situada a la Vall d'Aned (sic, Àneu), en una petita vall envoltada de muntanyes molt altes, amb lliure circulació dels vents del nord i del sud. El clima és fred amb excés, i s'hi solen patir pulmonies i reumes. Tenia en aquell moment 9 cases d'aparença miserable, inclosa la Casa de la Vila, i l'església parroquial de Sant Esteve, servida per un rector ordinari, amb el cementiri al costat, però en una posició còmoda, sense perill per al veïnat. Hi havia fonts d'aigües molt fortes. Les terres són fluixes, pedregoses, de qualitat mitjana, i amb muntanyes molt àrides. S'hi collia sègol abundant, blat, ordi, fenc i patates. A prop del poble hi havia una pedrera de pissarra, d'on s'extreuen les lloses que es fan servir en molts pobles dels entorns en lloc de teules. S'hi criava bestiar de llana, vacum i cabres. Hi havia caça de llebres, perdius, isards i alguns animals nocius, com ossos. Comptava amb 9 veïns (caps de casa) i 42 ànimes (habitants).